# Armenski dram
Dram (armensko դրամ) je denarna enota v Republiki Armeniji in Gorskem Karabahu. Stotina drama se imenuje luma (arm. լումա). 

## Oznaka valute
Oznaka valute po standardu ISO 4217 je AMD, poleg tega se uporablja tudi okrajšava »դր.« (dr.).

## Stanje
Zaradi postsocialističnih razmer, ki pretresajo večino nekdanje Sovjetske zveze, in zaradi gospodarske blokade, ki jo zaradi konflikta v Gorskem Karabahu izvajata Azerbajdžan in Turčija, valuta izgublja vrednost, na začetku junija 2004 je bil 1 evro vreden približno 650 dramov. Zaradi vsega tega dram ni zunanje konvertibilna valuta. 

## Skrbništvo
Nad izdajanjem bankovcev in kovancev ter nad njihovim obtokom bedi Armenska centralna banka.

## Doslej izdani bankovci in kovanci
Prvi bankovci so prišli v obtok 22. novembra 1993. Nominalne vrednosti teh prvih bankovcev so znašale 10, 25, 50, 100 in 200 dramov. Leta 1994 so se jim pridružili kovanci z nominalnimi vrednostmi 10, 20 in 50 lum ter 1, 3, 5 in 10 dramov. V letih 1994 in 1995 so izšli še bankovci za 500, 1000 in 5000 dramov. V letih 1998 in 1999 so izšli novo oblikovani (s portreti pomembnih Armencev) in bolje zaščiteni bankovci z nominalnimi vrednostmi 50, 100, 500, 1000, 5000 in 20000 dramov. 6. junija 2001, ob proslavljanju 1700. obletnice uvedbe krščanstva kot državne vere, je izšel še jubilejni bankovec za 50000 dramov. V okviru proslavljanja te obletnice je 1. julija 2002 izšel tudi jubilejni bankovec za 1000 dramov. 1. januarja 2003 so prišli v obtok kovanci za 20 dramov, 31. marca istega leta za 50, 100, 200 in 500 dramov., 10. julija tega leta pa je izšel še bankovec za 5000 dramov, ki je nekoliko bolje zaščiten pred ponarejanjem v primerjavi z enakovrednimi bankovci starejše izdaje. 1. novembra 2003 je izšel še bankovec z nominalno vrednostjo 10000 dramov.
Poleg teh bankovcev in kovancev redne izdaje je izšlo še nekaj priložnostnih kovancev, ki so ravno tako zakonito plačilno sredstvo, vendar nanje naletimo bolj poredko, saj so končali pri numizmatikih.

## Trenutno veljavni bankovci
Izmed v prejšnjem poglavju omenjenih bankovcev so nekateri bili ali pa še bodo umaknjeni iz obtoka zaradi obrabljenosti, nadomestitve z novimi in bolje zaščitenimi bankovci in zaradi dejstva, da zaradi inflacije bankovci nekaterih nominalnih vrednosti niso več praktični za vsakdanjo uporabo. Vsi kovanci ostajajo v obtoku. 31. decembra 2003 so bili iz obtoka umaknjeni bankovci za 50 in 100 dramov, izdani leta 1993. 1. marca 2004 se je umaknil bankovec za 1000 dramov iz leta 1994 mesec dni kasneje, torej 1. aprila 2004, pa so umaknili še bankovce za 10, 20 in 200 dramov, vse iz leta 1993, ter bankovce za 50 in 100 dramov iz leta 1998. 30. junija 2005 se bo umaknil bankovec za 5000 dramov iz leta 1995, dva meseca pozneje, torej 31. avgusta 2005, pa bo iz obtoka umaknjen še bankovec za 500 dramov iz leta 1993.